# Батлер (Індіана)
Батлер (англ. Butler) — місто (англ. city) в США, в окрузі Декальб штату Індіана. Населення — 2635 осіб (2020).

## Географія
Батлер розташований за координатами 41°25′37″ пн. ш. 84°52′18″ зх. д. / 41.42694° пн. ш. 84.87167° зх. д. (41.427043, -84.871626).  За даними Бюро перепису населення США в 2010 році місто мало площу 5,42 км², уся площа — суходіл. В 2017 році площа становила 5,12 км², уся площа — суходіл.

## Демографія
Згідно з переписом 2010 року, у місті мешкали 2684 особи в 951 домогосподарстві у складі 668 родин. Густота населення становила 495 осіб/км².  Було 1089 помешкань (201/км²).
Расовий склад населення:
| - 94,9 % — білих - 0,5 % — чорних або афроамериканців - 0,4 % — корінних американців - 0,2 % — азіатів - 2,3 % — осіб інших рас |

До двох чи більше рас належало 1,8 %. Частка іспаномовних становила 4,3 % від усіх жителів.
За віковим діапазоном населення розподілялося таким чином: 29,3 % — особи молодші 18 років, 58,8 % — особи у віці 18—64 років, 11,9 % — особи у віці 65 років та старші. Медіана віку мешканця становила 33,7 року. На 100 осіб жіночої статі у місті припадало 99,4 чоловіків;  на 100 жінок у віці від 18 років та старших — 95,0 чоловіків також старших 18 років.
Середній дохід на одне домашнє господарство  становив 45 152 долари США (медіана — 37 277), а середній дохід на одну сім'ю — 47 477 доларів (медіана — 36 942). Медіана доходів становила 36 921 долар для чоловіків та 26 213 долари для жінок. За межею бідності перебувало 19,5 % осіб, у тому числі 33,7 % дітей у віці до 18 років та 11,3 % осіб у віці 65 років та старших.
Цивільне працевлаштоване населення становило 1223 особи. Основні галузі зайнятості: виробництво — 47,6 %, освіта, охорона здоров'я та соціальна допомога — 12,8 %, роздрібна торгівля — 9,3 %, мистецтво, розваги та відпочинок — 9,2 %.